# Ганс-Ґеорґ Гербіґ
Ганс-Ґеорґ Гербіґ (8 березня 1955, Вюрцбурґ — 1 серпня 2023) — німецький геолог, палеонтолог і професор університету.

## Кар'єра
Після закінчення Гімназії ім. Рентґена  у Вюрцбурзі в 1974 році вивчав геологію, захистивши дипломну роботу у 1980 році, склавши геологічну карту Кантабрійських гір, а потім отримав ступінь доктора в Ерлянґені в 1983 році (реконструкція седиментації території, яка вже не існує за вапняковим уламком у кам'яновугільному фліші Малаґідів (Бетіка Кордильєра на півдні Іспанії). У 1990 році він закінчив свою габілітацію у Вільному університеті Берліна (Палеоген на південній окраїні центрального Високого Атласу та в Середньому Атласі Марокко. Стратиграфія, фації, палеогеографія та палеотектоніка), був стипендіатом Гайзенберґа в Університеті Марбурґа У 1995 році став професором палеонтології та історичної геології в Кельнському університеті.
Гербіґа головним чином цікавили еволюція фацій, палеонтологія, палеоекологія та стратиграфія верхнього девону та карбону в Європі та Північній Африці, зокрема в карбонатах. Крім Іспанії, він працював, зокрема, в Рейнських Сланцевих горах і в Марокко. Він також працював над палеозойськими голкошкірими та германським тріасом.
З 1998 до 2000 року був головою Німецького палеонтологічного товариства. З 2006 року він був головою Німецької стратиграфічної комісії карбону. У 1988 році він отримав премію Германа Креднера.
Ганс-Ґеорґ Гербіґ помер у 2023 році у віці 68 років і був похований на центральному кладовищі Рьосрата.

## Вебпосилання
- Бібліографія. Ганс-Ґеорґ Гербіґ // Німецька національна бібліотека
- Homepage in Köln